# Nikita (film)
Nikita (of La Femme Nikita) is een Frans-Italiaanse film uit 1990, geschreven en geregisseerd door Luc Besson.

## Rolverdeling
| Acteur              | Personage            |
| ------------------- | -------------------- |
| Anne Parillaud      | Nikita               |
| Tchéky Karyo        | Bob                  |
| Jean-Hugues Anglade | Marco                |
| Jeanne Moreau       | Armande              |
| Jean Reno           | Victor               |
| Jean Bouise         | Man van de ambassade |
| Roland Blanche      | Agent                |
| Mia Frye            | Gehaaste vrouw       |
| Jacques Boudet      | De apotheker         |

## Prijzen en nominaties
- 1990 - Mystfest
  - Gewonnen: Beste acteur (Tchéky Karyo)
  - Genomineerd: Beste film
- 1991 - Silver Ribbon
  - Gewonnen: Beste regisseur (Luc Besson)
- 1991 - David di Donatello
  - Gewonnen: Beste buitenlandse actrice (Anne Parillaud)
- 1991 - César
  - Gewonnen: Beste actrice (Anne Parillaud)
  - Genomineerd: Beste film
  - Genomineerd: Beste regisseur (Luc Besson)
  - Genomineerd: Meest belovende acteur (Marc Duret)
  - Genomineerd: Beste cinematograaf (Thierry Arbogast)
  - Genomineerd: Beste montage (Olivier Mauffroy)
  - Genomineerd: Beste decor (Dan Weil)
  - Genomineerd: Beste muziek (Eric Serra)
  - Genomineerd: Beste geluid
- 1992 - Golden Globe
  - Genomineerd: Beste buitenlandse film
- 1992 - Award of the Japanese Academy
  - Genomineerd: Beste buitenlandse film